# Nominor Leo
Nominor Leo è un dipinto a olio su tela del pittore Jean-Léon Gérôme, realizzato nel 1883. Fa parte della collezione del museo Georges Garret a Vesoul in quanto fu donato dall'artista nel 1885.

## Descrizione
Il quadro raffigura un leone sdraiato che sembra addormentato, mentre in realtà guarda davanti a sé, dove si trova lo spettatore. In alto a destra si trova uno stemma sormontato da una corona che presenta il nome stesso dell'opera. 
Il nome del quadro significa "Vengo chiamato Leone" in latino: è probabile che Jean-Léon Gérôme stia facendo un gioco di parole tra il suo secondo nome (Léon) e il nome dell'animale da lui dipinto. Quando l'artista di Vesoul dipinse quest'opera, egli era uno dei pittori francesi migliori dell'epoca, pertanto si pensa che qui Gérôme si stia paragonando all'animale che la tradizione definisce il "re degli animali". Il leone è un soggetto presente in altre opere dell'artista, come Le due maestà del 1884.